# Мелитопольский погром (1905)
Мелитопольский погром — еврейский погром, произошедший в Мелитополе 18-19 апреля (1-2 мая) 1905 года. Стал первым еврейским погромом в период Революции 1905—1907 годов. Обошёлся без смертельных исходов. Погрому противодействовала самооборона, состоявшая из представителей еврейской и русской молодёжи, а 19 апреля прибывшие войска прекратили погром. В 1906 году участники событий предстали перед судом. 14 погромщиков были осуждены на различные сроки заключения или арестантских рот, а все участники самообороны были оправданы.

## Ход событий
Беспорядки начались 18 апреля (1 мая) на Ярмарочной площади (нынешняя улица Александра Невского и нижняя площадка Моторного завода). Толпа начала громить лавки и магазины. В некоторых лавках возник пожар, с которым не удалось эффективно бороться из-за отсутствия пожарной команды. В нескольких местах, в частности, в аптеке Райха, хозяева отстреливались от погромщиков. Несколько человек было ранено.
Утром следующего дня, 19 апреля (2 мая), в городе появились отряды самообороны, состоящие как из еврейской молодёжи, так и из неевреев, большей частью сторонников РСДРП. В 10 часов утра беспорядки возобновились. В 2 часа дня в город прибыли войска и окончательно остановили погром.

## Суд
Суд над участниками беспорядков состоялся 24 февраля — 3 марта 1906 года. Перед судом предстали 29 человек — как лица, обвиняемые в участии в погроме, так и участники самообороны.
Приговор суда:
- Безверхий — лишение прав состояния, 1 год 3 месяца арестантских рот
- Дикий — 1 год тюрьмы
- Сенюгин Василий — 1 год 3 месяца арестантских рот
- Сенюгин Захарий — 8 месяцев тюрьмы
- Сенюгин Гавриил — 8 месяцев тюрьмы
- Литвиненко — 8 месяцев тюрьмы
- Селезнёв — 8 месяцев тюрьмы
- Ляшко — лишение прав и воинского звания, 1 год арестантских рот
- Ульрих — 4 месяца тюрьмы
- Винниченко — 8 месяцев тюрьмы
- Коновалов — 6 месяцев тюрьмы
- Лошаков — 8 месяцев тюрьмы
- Журавлёв — 8 месяцев тюрьмы
- Казевин — 8 месяцев тюрьмы

Сенюгин (отец), Сенюгин Михаил (сын), Медников, Бузницкий и Болотин оправданы.
Все участники самообороны, — Штраус, Алендор, Коган, Дубин, Турецкий, Бушецкин, Квитницкий, Сирицкий, Африн, — оправданы.